# District de Riom
Le district de Riom est une ancienne division territoriale française du département du Puy-de-Dôme de 1790 à 1795.
Il était composé des cantons de Riom, Aigueperse, Artonne, Combronde, Ennezat, Giat, Manzat, Pontaumur, Pontgibaud, Randans et Volvic.